# Župnija Sv. Rok ob Sotli
Župnija Sv. Rok ob Sotli je rimskokatoliška teritorialna župnija dekanije Rogatec škofije Celje.
Do 7. aprila 2006, ko je bila ustanovljena škofija Celje, je bila župnija del kozjanskega naddekanata škofije Maribor.